# Opel Vivaro
Opel Vivaro - сімейство передньопривідних фургонів. Перше та друге покоління конструктивно аналогічні машинам Renault Trafic. Третє покоління розроблене на платформі EMP2, що й Peugeot Expert, Citroën Jumpy та Toyota ProAce.

## Перше покоління (2001-2014)

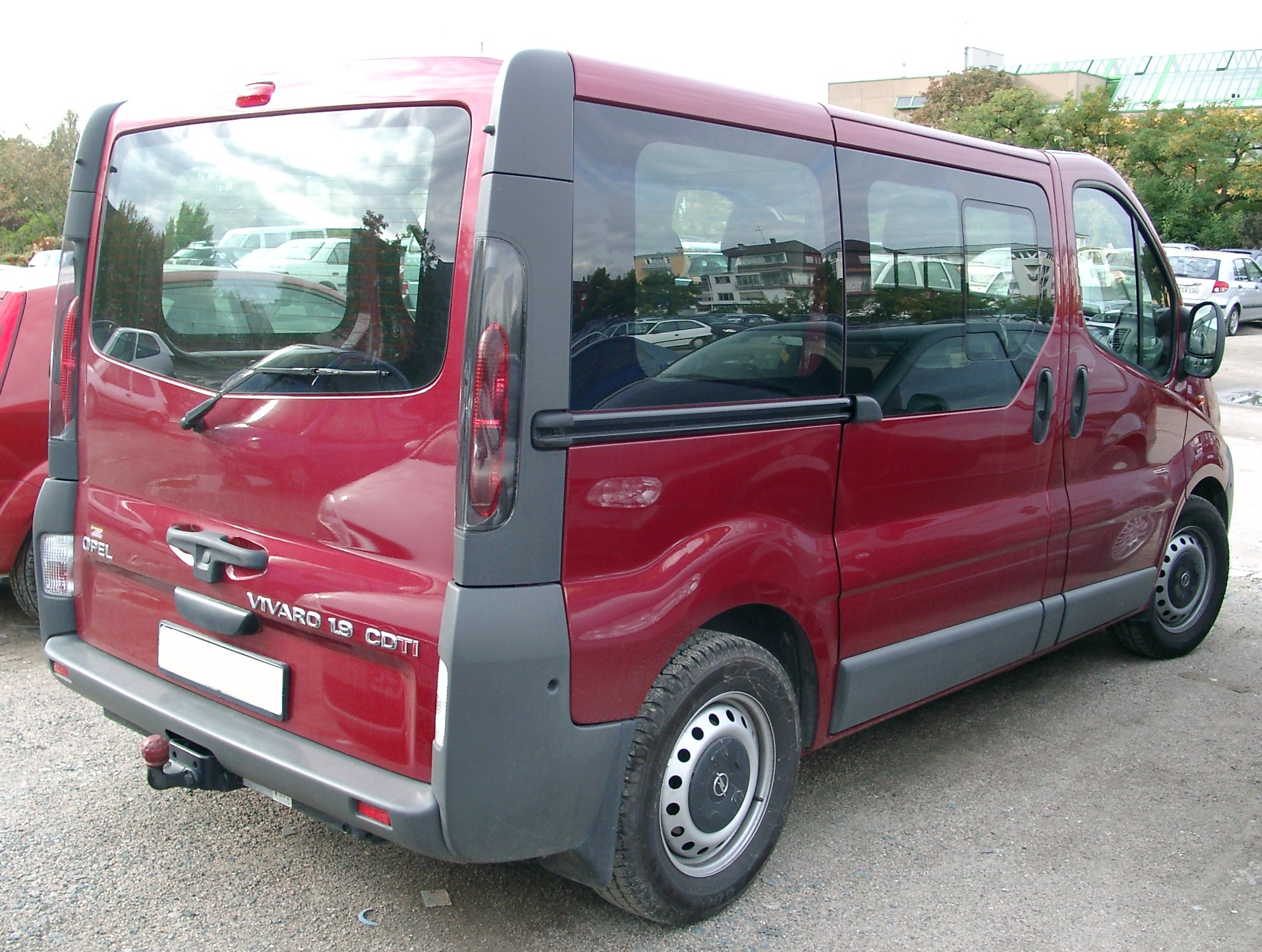
мікроавтобус Opel Vivaro (2001-2006)

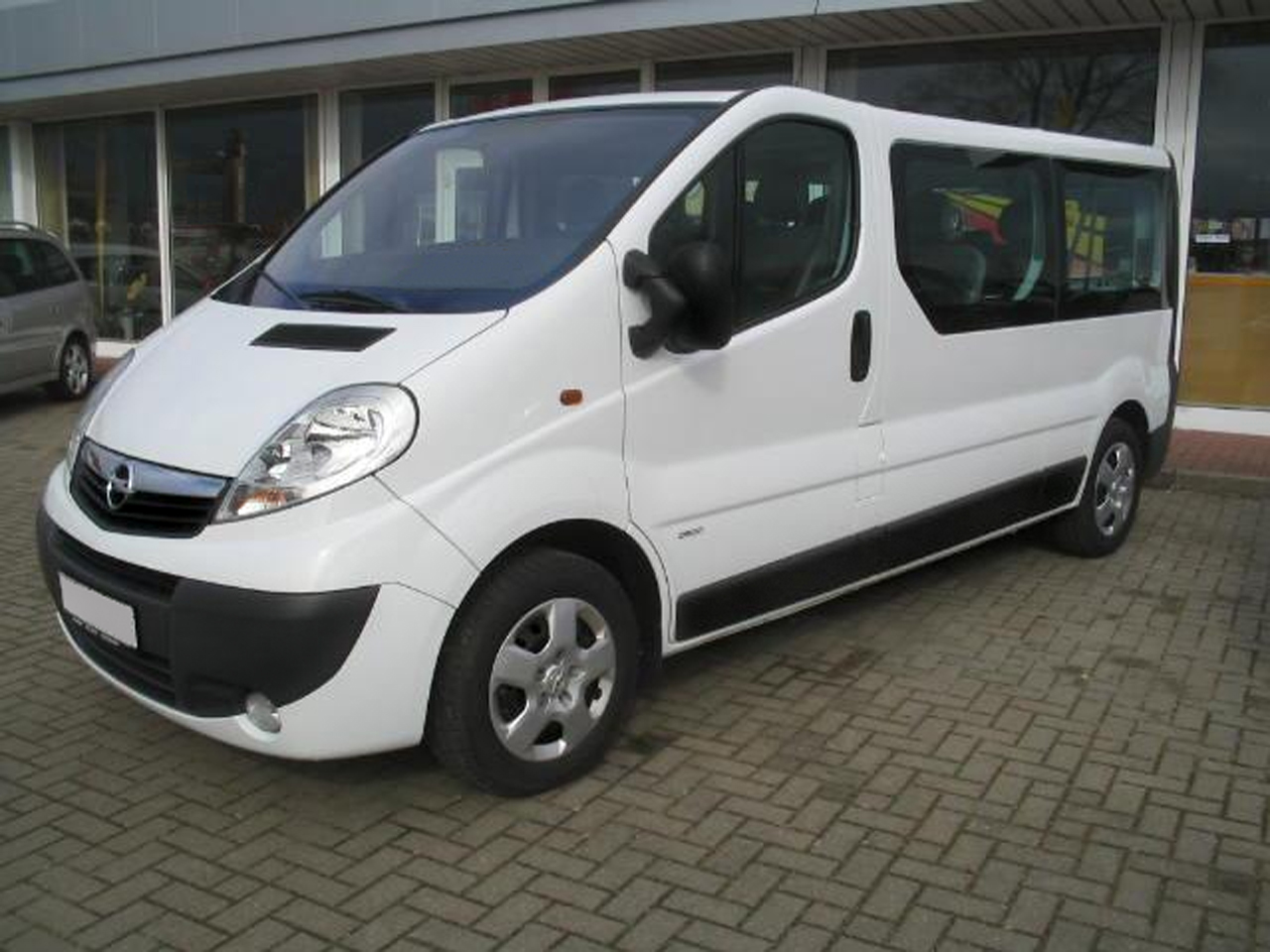
мікроавтобус Opel Vivaro (2006-2014)

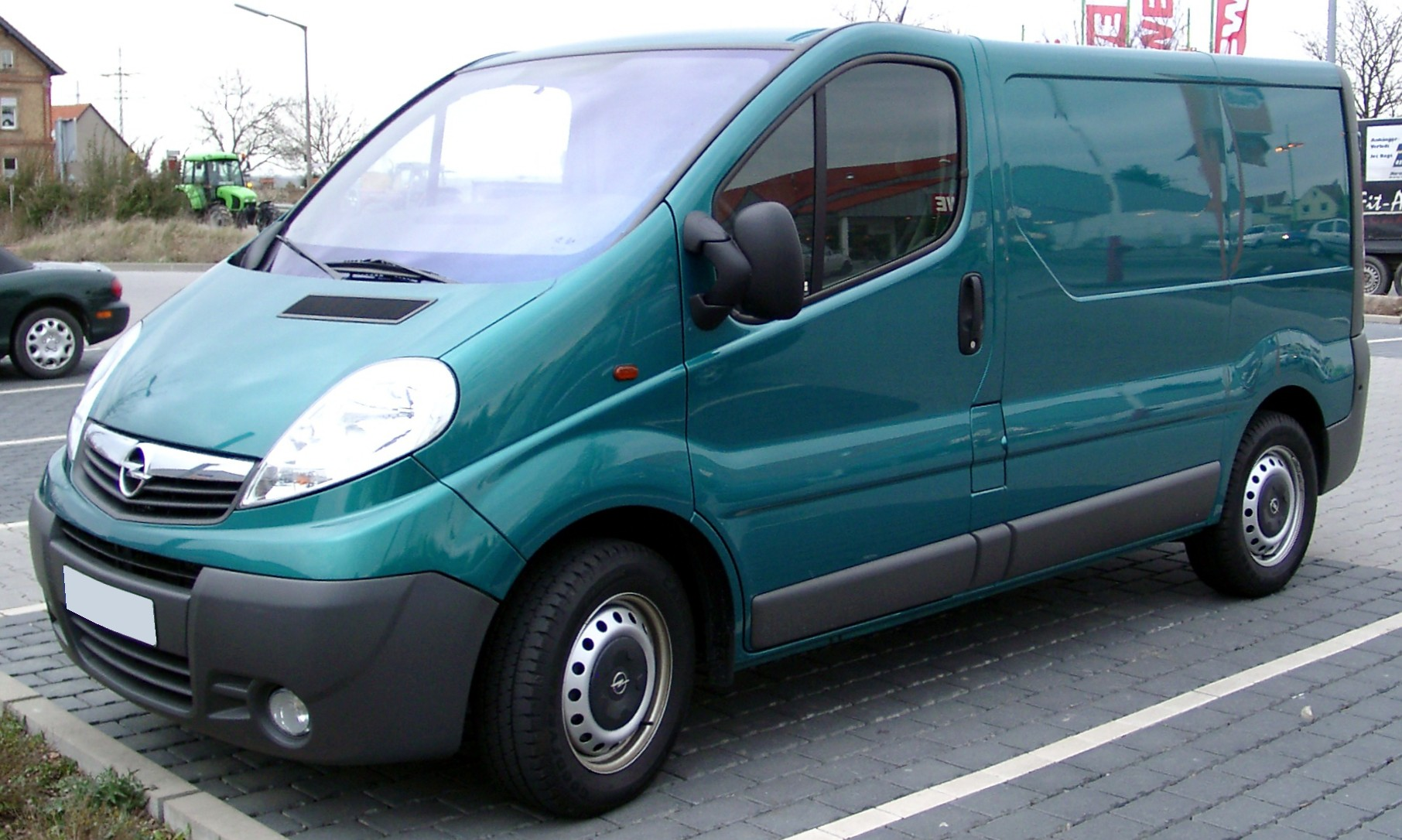
фургон Opel Vivaro (2006-2014)

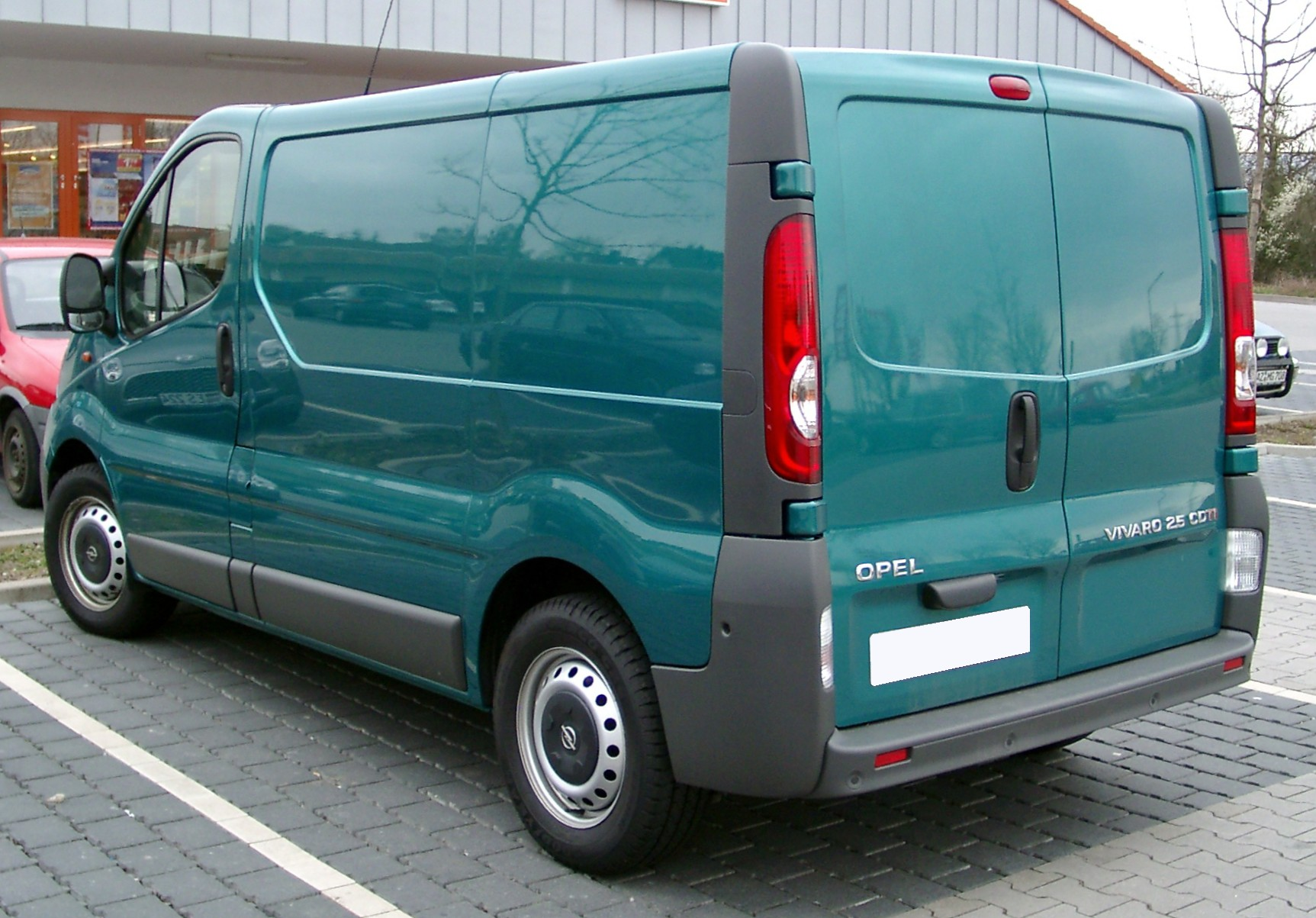
фургон Opel Vivaro (2006-2014)

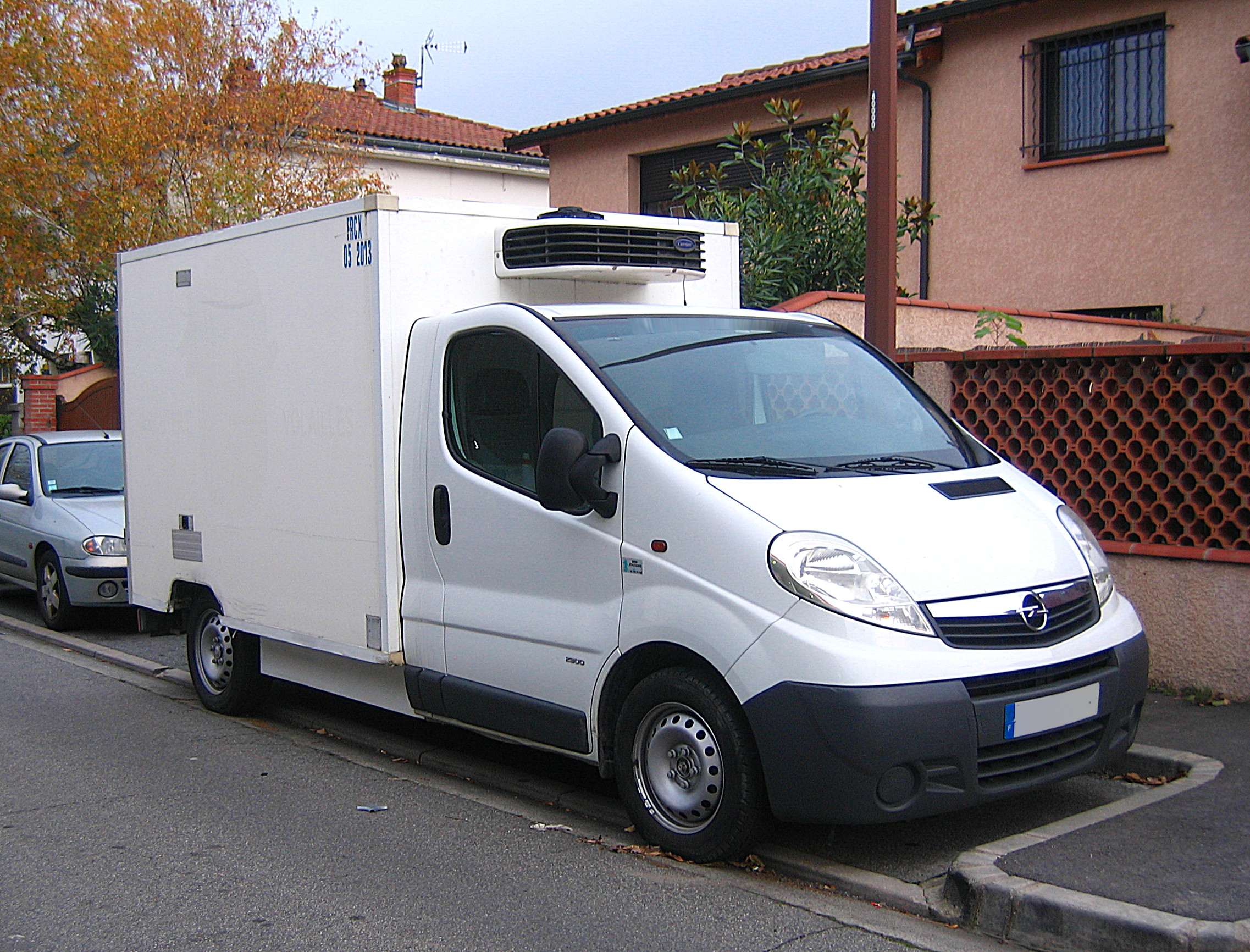
фургон Opel Vivaro (2006-2014)

Opel Vivaro першого покоління представлений в 2001 році і випускається на британському заводі в Лутоні, а основними відмінностями німецьких автомобілів від Renault Trafic є деталі зовнішнього і внутрішнього оформлення, набір додаткового обладнання, а також ряд специфічних виконань. Фургони Vivaro пропонують в 20 виконаннях з двома розмірами колісної бази, корисною ємністю вантажного відсіку 5-8 м3, двома варіантами вантажопідйомності (1,0 і 1,2 т), різною висотою розташування даху і внутрішньою довжиною 2,4-2,8 м. Крім суцільнометалевих фургонів випускаються вантажопасажирські варіанти Tour з вантажним відсіком місткістю 1,2-6,0 м3, шасі з кабіною і мікроавтобуси. Також існують модифікації для потреби "швидкої допомоги". Так, 5 таких машин з 2013 працює на Волині. Всі автомобілі комплектують дизельними двигунами 1.9 CDTI і 2.5 CDTI з системою подачі палива Common Rail, що розвивають потужність 82-135 к.с., одним бензиновим 2,0-літровим 16-клапанним мотором потужністю 120 к.с., 5 - або 6-ступінчастою коробкою передач. У набір стандартного обладнання входять гідропідсилювач рульового управління, АБС, дві передні подушки безпеки, радіоприймач з касетним програвачем. З 2005 р. автомобілі з 2,5-літровим дизелем пропонують з автоматизованою 6-ступінчастою коробкою передач Tecshift, що працює як в ручному, так і в повністю автоматичному режимі. Управління нею здійснюється за допомогою джойстика, причому ручне перемикання передач здійснюється послідовним перекладом важеля вперед або назад, а для включення автоматики досить відхилити його вліво. Відомості про обраний режим повідомляє електронне табло на панелі приладів, де вміщена також інформація про режим рушання автомобіля з місця (з повним навантаженням або на обледенілій дорозі). При установці такої коробки передач відпадає необхідність в педалі зчеплення, а економічність додатково підвищується на 8-10%. З 2005 р. найпотужніші моделі пропонують у виконанні Sportive зі спортивними дисками коліс, рульовим колесом, сидіннями і шинами.
У 2006 році Vauxhall Vivaro отримав нагороду Мінівен року у Великій Британії. У 2010 році автомобіль обзавівся електричною (здатний проїхати 97 км без підзарядки) і гібридною (400 км) версіями.

### Двигуни
- Бензинові

| Двигун  | Об'єм [см3 ] | Потужність [к.с.] ([кВт]) при об/хв | Крутний момент [Нм] при об/хв | Циліндри | Клапанний механізм | Розгін (с) 0-100 км/год | Максимальна швидкість км/год | Витрати пального (л/100 км) середні | Роки виробництва |
| ------- | ------------ | ----------------------------------- | ----------------------------- | -------- | ------------------ | ----------------------- | ---------------------------- | ----------------------------------- | ---------------- |
| 2.0 16V | 1998         | 120 (88)/4750                       | 190/3750                      | Р4       | DOHC/16            | 14,5                    | 160                          | 10,3                                | 2001-2006        |
| 2.0 16V | 1998         | 117 (86)/4700                       | 186/3750                      | Р4       | DOHC/16            | 14,5                    | 160                          | 10,3                                | з 2006           |

- Дизельні

| Двигун      | Об'єм [см3 ] | Потужність [к.с.] ([кВт]) при об/хв | Крутний момент [Нм] при об/хв | Циліндри | Клапанний механізм | Розгін (с) 0-100 км/год | Максимальна швидкість км/год | Витрати пального (л/100 км) середні |
| ----------- | ------------ | ----------------------------------- | ----------------------------- | -------- | ------------------ | ----------------------- | ---------------------------- | ----------------------------------- |
| 1.9 dCi 80  | 1870         | 82 (60)/3400                        | 190/2000                      | Р4       | OHC/8              | 21,7                    | 138                          | 7,7                                 |
| 1.9 dCi 100 | 1870         | 100 (74)/3500                       | 240/2000                      | Р4       | OHC/8              | 16,5                    | 155                          | 7,7                                 |
| 2.0 dCi 90  | 1995         | 90 (66)/3500                        | 240/1600                      | Р4       | DOHC/16            | 19,0                    | 145                          | 7,9                                 |
| 2.0 dCi 115 | 1995         | 115 (84)/3500                       | 290/1600                      | Р4       | DOHC/16            | 15,0                    | 160                          | 7,9                                 |
| 2.5 dCi 135 | 2464         | 135 (99)/3500                       | 310/1750                      | Р4       | DOHC/16            | 15,2                    | 165                          | 8,6                                 |
| 2.5 dCi 150 | 2464         | 145 (107)/3500                      | 320/1500                      | Р4       | DOHC/16            | 13,5                    | 170                          | 8,7                                 |

### Версії кузова
| Кузов           | Назва                     | Довжина (мм) | Висота (мм) | Споряжена маса (кг) | Повна маса (кг) |
| --------------- | ------------------------- | ------------ | ----------- | ------------------- | --------------- |
| Фургон          | „Kastenwagen L1H1“        | 4782         | 1959        | 1920–1927           | 2760–2900       |
| Фургон          | „Kastenwagen L2H1“        | 5182         | 1959        | 1975                | 2960            |
| Подвійна кабіна | „Doppelkabine L1H1“       | 4782         | 1959        | 1920–1927           | 2760–2900       |
| Подвійна кабіна | „Doppelkabine L2H1“       | 5182         | 1959        | 1975                | 2960            |
| Мікроавтобус    | „Combi“ / „Tour“ / „Life“ | 4782         | 1959        | 1920–1927           | 2760–2900       |
| Мікроавтобус    | „Combi“ / "Life"          | 5182         | 1959        | 1975                | 2960            |
| Шасі            | „Hochpritsche“            | 4782         | 1940        | 1920–1927           | 2760–2900       |

## Друге покоління (2014-2019)

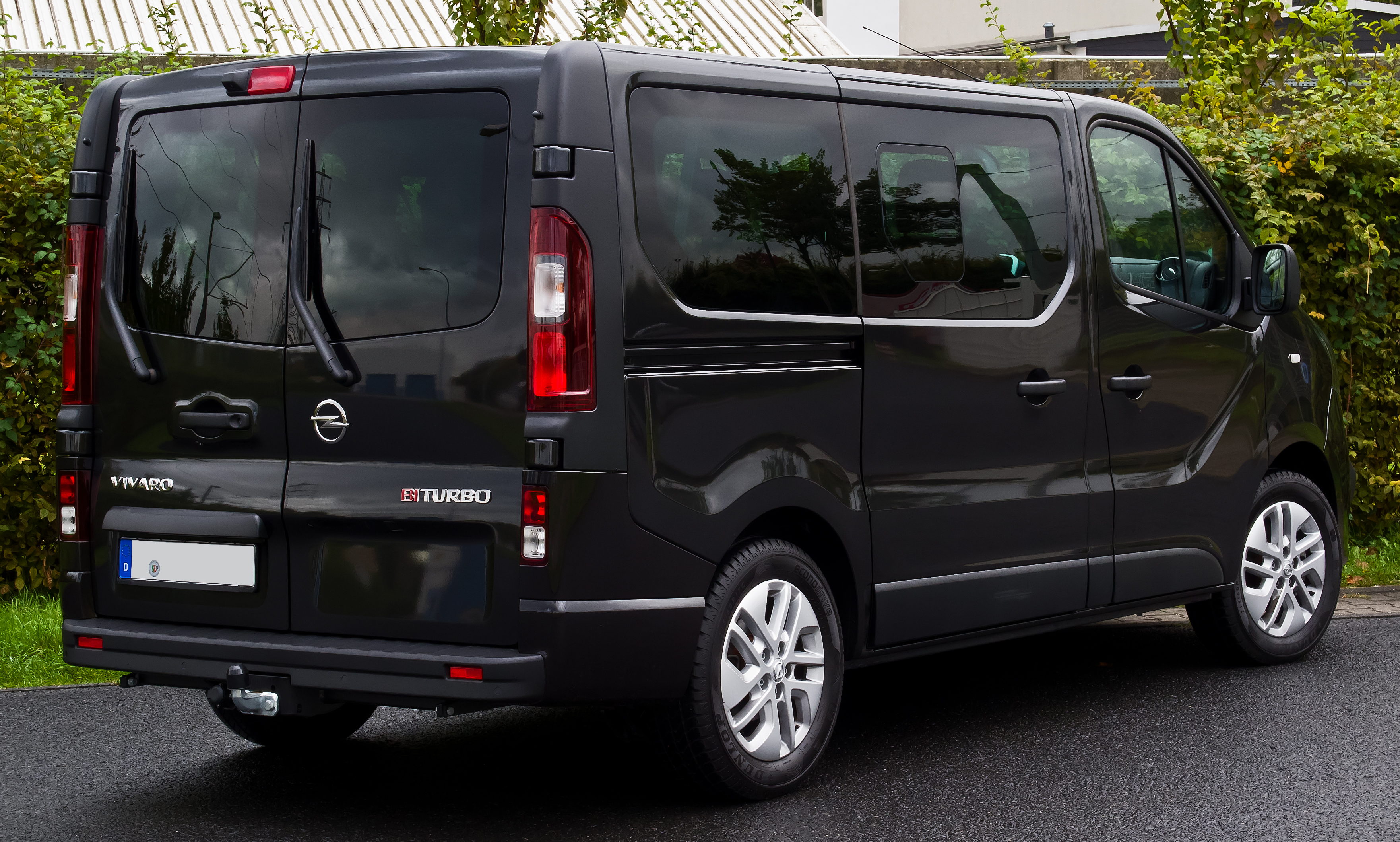
мікроавтобус Opel Vivaro ІІ

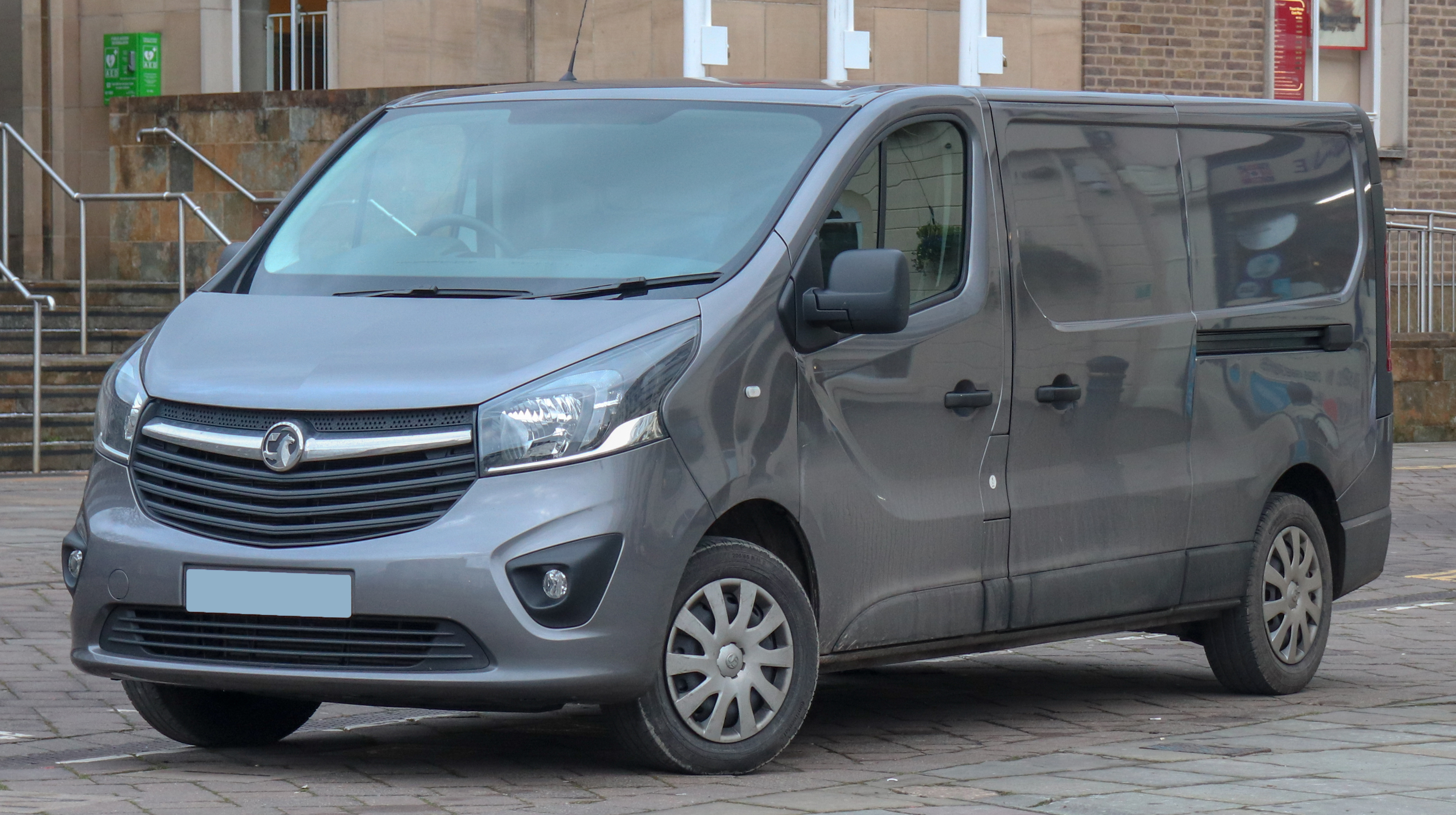
фургон Vauxhall Vivaro ІІ

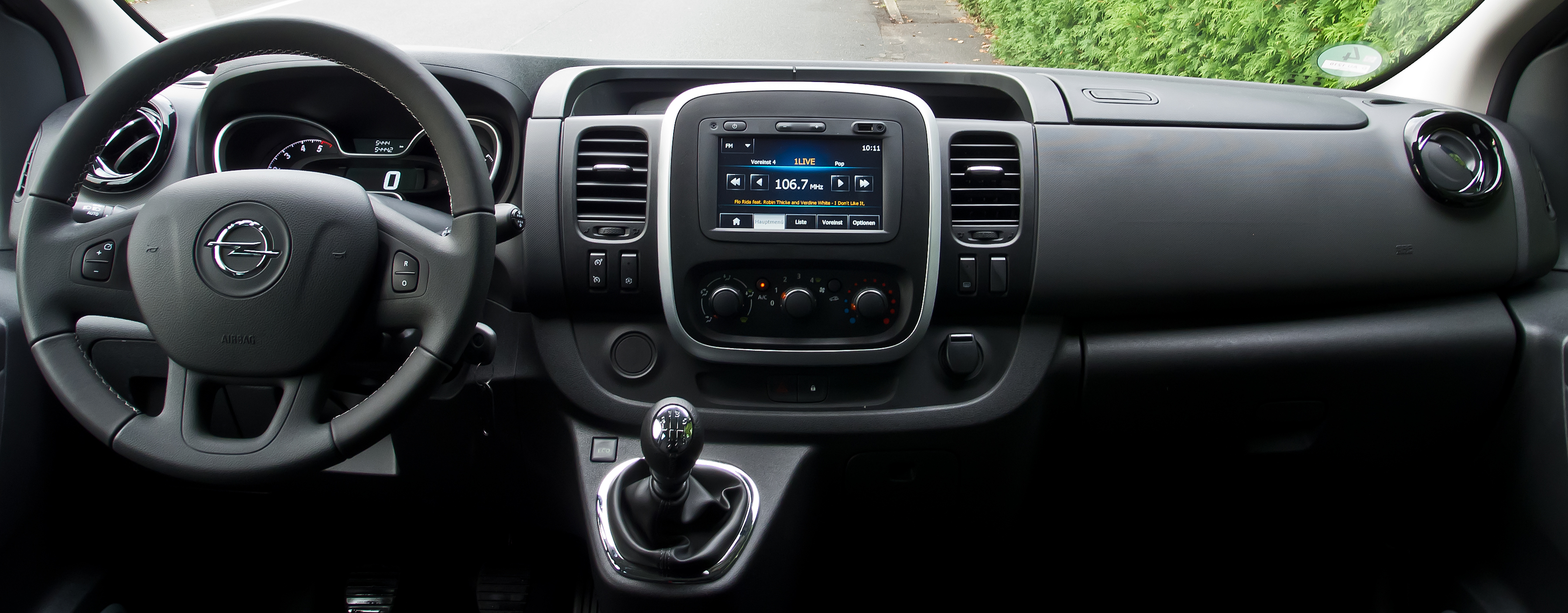
салон Opel Vivaro ІІ

Влітку 2014 року стартує продаж другого покоління Opel Vivaro. Виробництво буде здійснюватись в Сандувілле. У виробництво вже інвестовано близько 230 мільйонів євро. Автомобіль буде комплектуватися дизельним двигуном 1.6 CDTI.
Віваро доступний у двох варіантах довжини кузова та висоти даху при загальній вантажомісткості у 5.2 м3 та 8.6 м3 та максимальній вантажопідйомності до 1.269 кг.
Доступний фургон у двох комплектаціях. Базову комплектацію дуже просто впізнати по нефарбованим, сірим бамперам та бічному облицюванню. Саме на неї припадає понад 70% продажів у Європі. Бажаючим отримати щось менш утилітарне, варто звернути увагу на «Sportive». 
Зважаючи на габарити автомобіля, не дивно, що розробники приділили чимало уваги безпеці. Про водія та пасажирів дбають: контроль стабільності, протибускувальна система, система протидії перекиданню, система управління вантажем, подушка безпеки водія та задні сенсори паркування у моделі «Sportive». Як опції пропонуються: подушка для захисту грудної клітини, шторка безпеки та камера заднього виду. 

### Двигуни
| Модель             | Об'єм    | Потужність                       | Крутний момент      | Комбінована витрата пального (л/100 км) |
| ------------------ | -------- | -------------------------------- | ------------------- | --------------------------------------- |
| 1.6 (CDTI)         | 1598 см³ | 66 kW (90 к.с.) при 3500 об/хв   | 260 Нм / 1500 об/хв | 6,5 ("ECOFLEX" 6,11)                    |
| 1.6 (CDTI)         | 1598 см³ | 85 kW (115 к.с.) при 3500 об/хв  | 300 Нм / 1750 об/хв | 6,5                                     |
| 1.6 (CDTI) BITURBO | 1598 см³ | 88 kW (120 к.с.) при 3500 об/хв  | 320 Нм / 1500 об/хв | 5,91                                    |
| 1.6 (CDTI) BITURBO | 1598 см³ | 103 kW (140 к.с.) при 3500 об/хв | 340 Нм / 1750 об/хв | 6,5 (6,11)                              |

### Версії кузова
| Кузов        | Версія | Колісна база (мм) | довжина (мм) | Висота (мм) | Вага (кг) 1 | Повна маса (кг)1 |
| ------------ | ------ | ----------------- | ------------ | ----------- | ----------- | ---------------- |
| Kastenwagen  | L1H1   | 3098              | 4998         | 1971        | 1661–1683   | 2740 - 2760      |
| Kastenwagen  | L1H2   | 3098              | 4998         | ~2500       | 1661–1683   | 2920             |
| Kastenwagen  | L2H1   | 3498              | 5398         | 1971        | 1691–1736   | 2960 - 3010      |
| Kastenwagen  | L2H2   | 3498              | 5398         | ~2500       | 1691–1736   | 2900             |
| Doppelkabine | L1H1   | 3098              | 4998         | 1971        | 1805–1823   | 2740 - 2920      |
| Doppelkabine | L2H1   | 3498              | 5498         | 1971        | 1860–1879   | 2920 - 2948      |
| Combi        | L1H1   | 3098              | 4998         | 1971        | 1665-1685   | 2740 - 2960      |
| Combi        | L2H1   | 3498              | 5398         | 1971        | 1690-1740   | 2845 - 2895      |

## Третє покоління (з 2019)

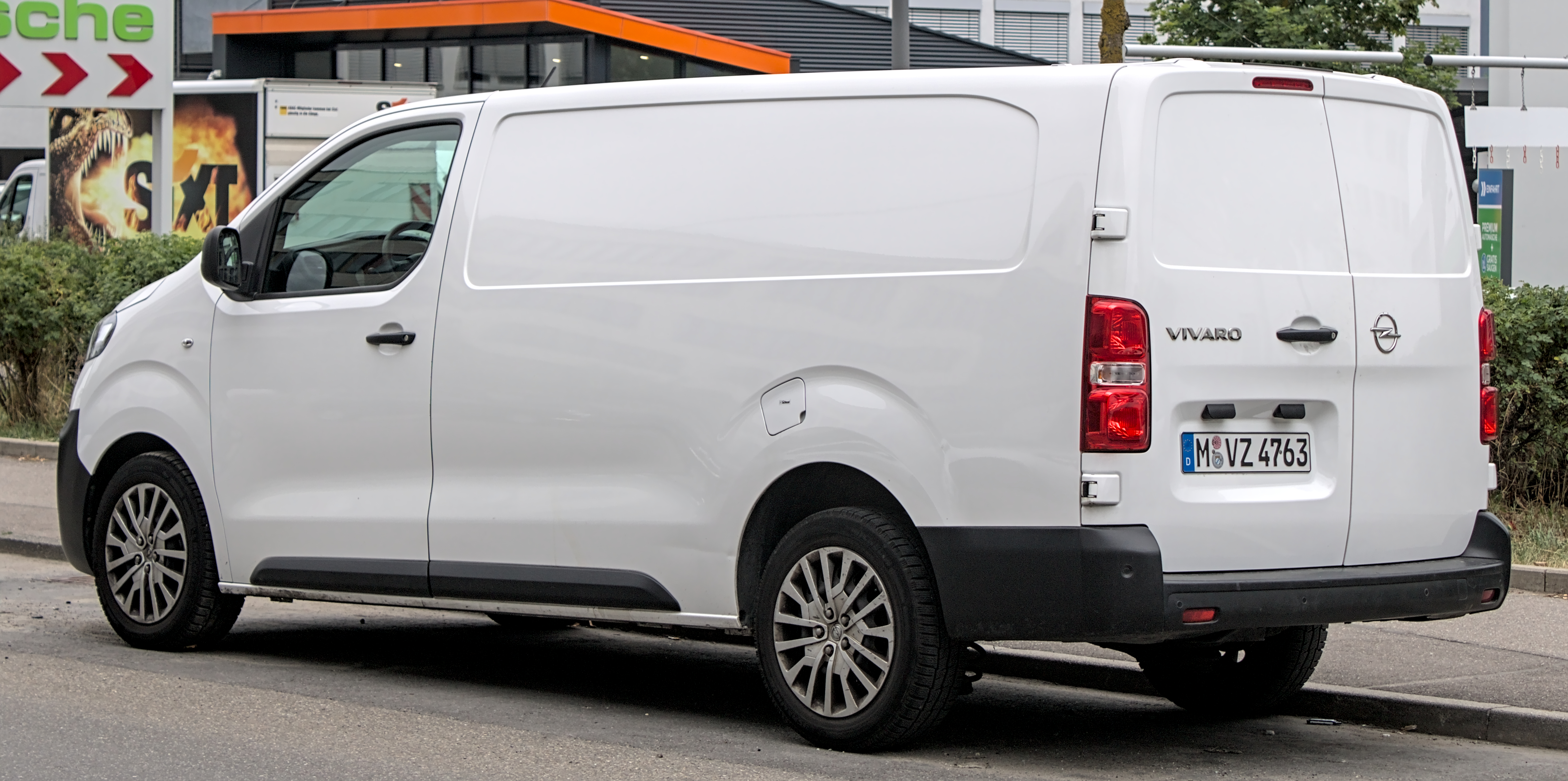
Opel Vivaro C (2019–2023)

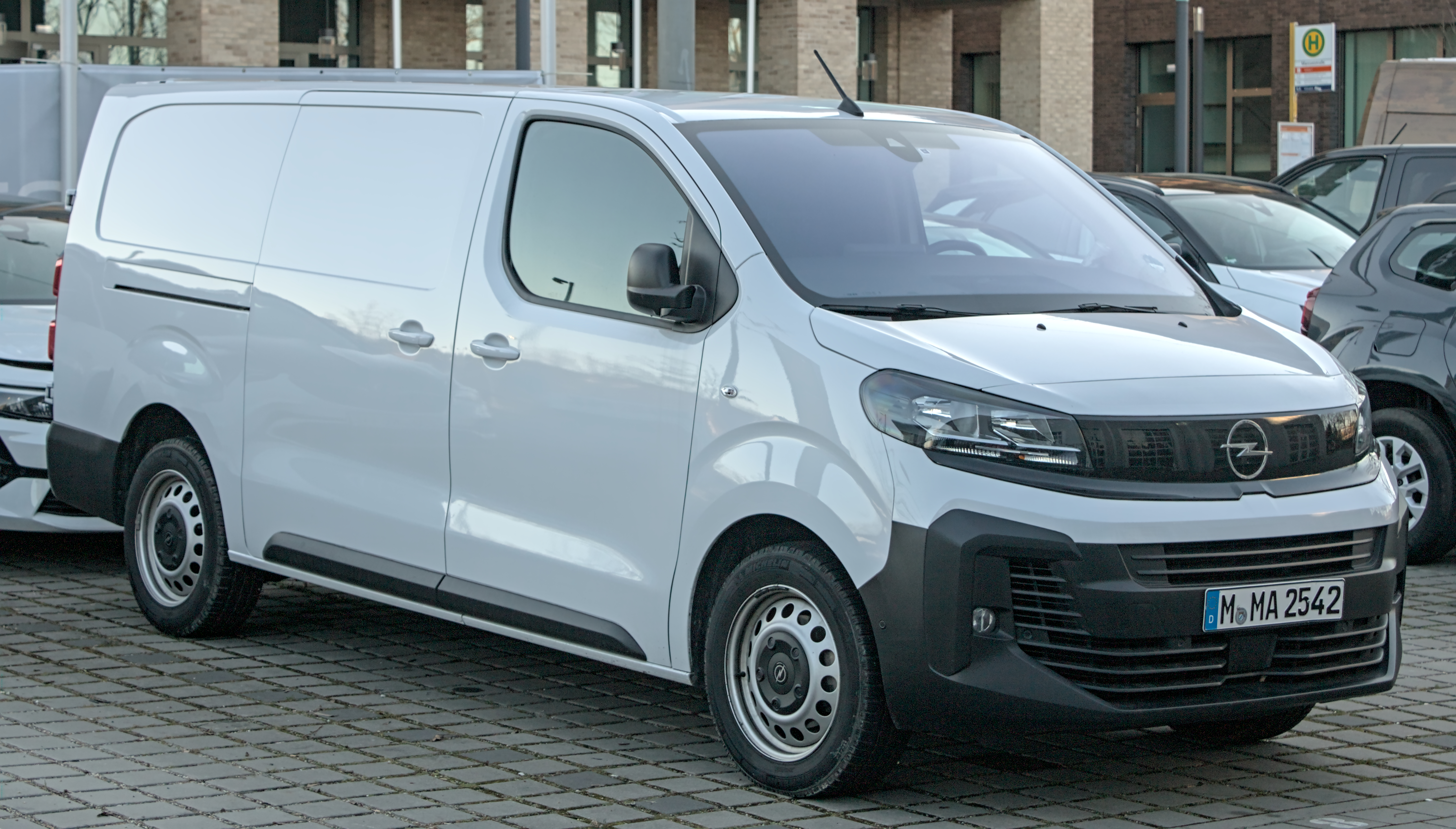
Opel Vivaro C (з 2023)

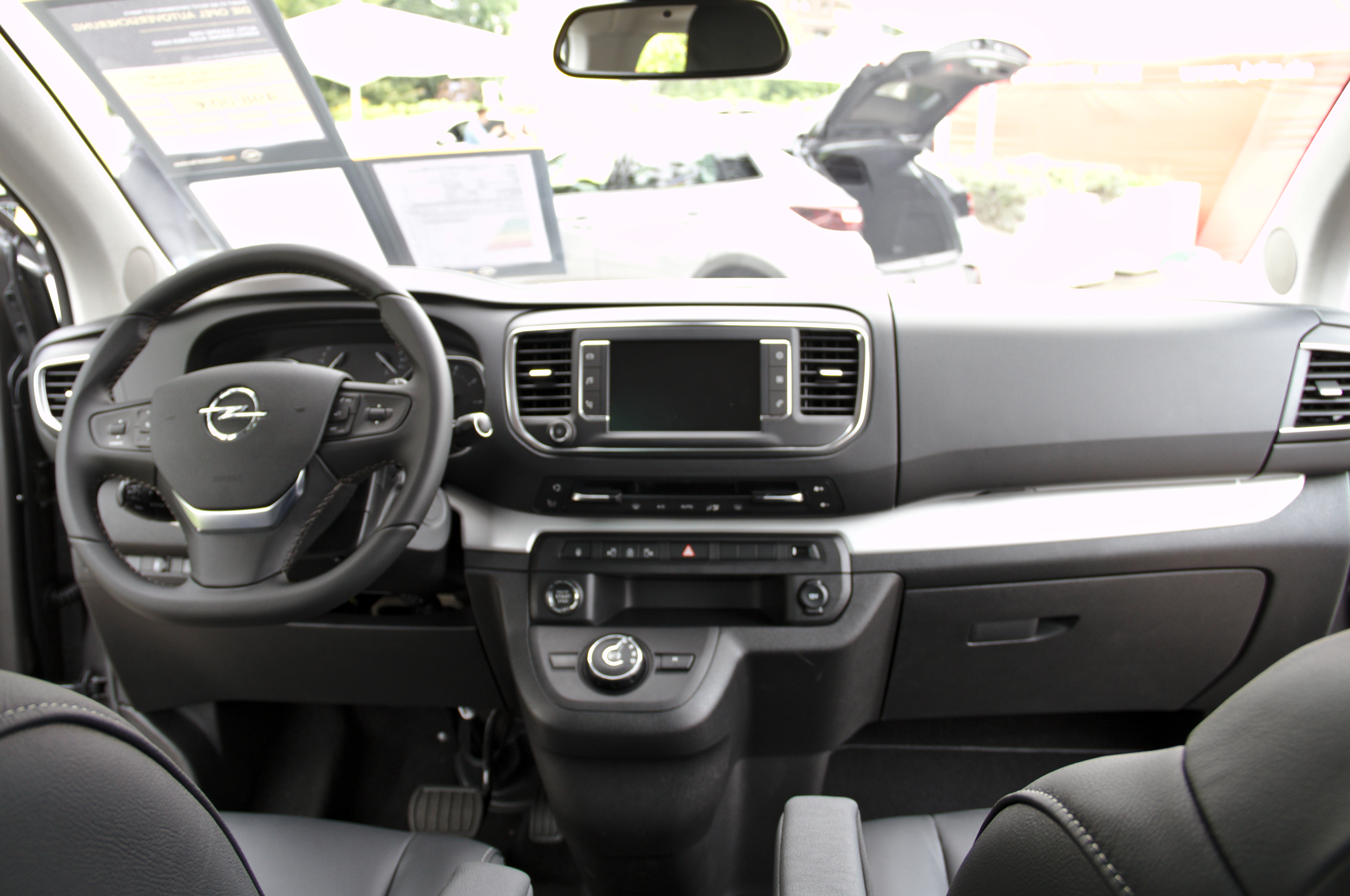

Opel Vivaro третього покоління розроблений на платформі EMP2, що й Peugeot Expert, Citroën Jumpy та Toyota ProAce. Запропоновані три варіанти довжини кузова: 4,6; 4,95 і 5,30 м. А ось по висоті тільки одна версія - 1,9 м. Вантажопідйомність зросла на 200 кг - до 1400 кг. Маса причепа - 2500 кг.
Пасажирська версія називається Opel Zafira Life.
Автомобілі комплектуються двигунами 1.5 L Ford DLD-415 I4 та 2.0 L PSA DW10 Multijet I4.
23 жовтня 2023 року було представлено оновлену модель із технологічними оновленнями. Верхня решітка була повністю видалена для зменшення опору повітря.

### Двигуни
- Дизельні

| Двигун       | Об'єм [см3 ] | Потужність [к.с.] ([кВт]) при об/хв | Крутний момент [Нм] при об/хв | Циліндри | Клапанний механізм | Максимальна швидкість км/год |
| ------------ | ------------ | ----------------------------------- | ----------------------------- | -------- | ------------------ | ---------------------------- |
| 1.5 CDTi 100 | 1499         | 102 (75)/3500                       | 270/1600                      | Р4       | DOHC/16            | 160                          |
| 1.5 CDTi 120 | 1499         | 120 (88)/3500                       | 300/1750                      | Р4       | DOHC/16            | 160                          |
| 2.0 CDTi 120 | 1997         | 122 (90)/4000                       | 340/2000                      | Р4       | DOHC/16            | 160                          |
| 2.0 CDTi 150 | 1997         | 150 (110)/4000                      | 370/2000                      | Р4       | DOHC/16            | 170                          |
| 2.0 CDTi 180 | 1997         | 177 (130)/3750                      | 400/2000                      | Р4       | DOHC/16            | 170                          |